# New York Red Bulls 2015
 Questa voce raccoglie le informazioni riguardanti il New York Red Bulls nelle competizioni ufficiali della stagione 2015.

## Stagione
I New York Red Bulls terminano il campionato al 1º posto di Eastern Conference e al 1º nella classifica generale, vincendo il Supporters' Shield. Vengono eliminati ai quarti di finale di U.S. Open Cup dai Philadelphia Union.

## Maglie e sponsor
| Casa | Trasferta |

## Rosa

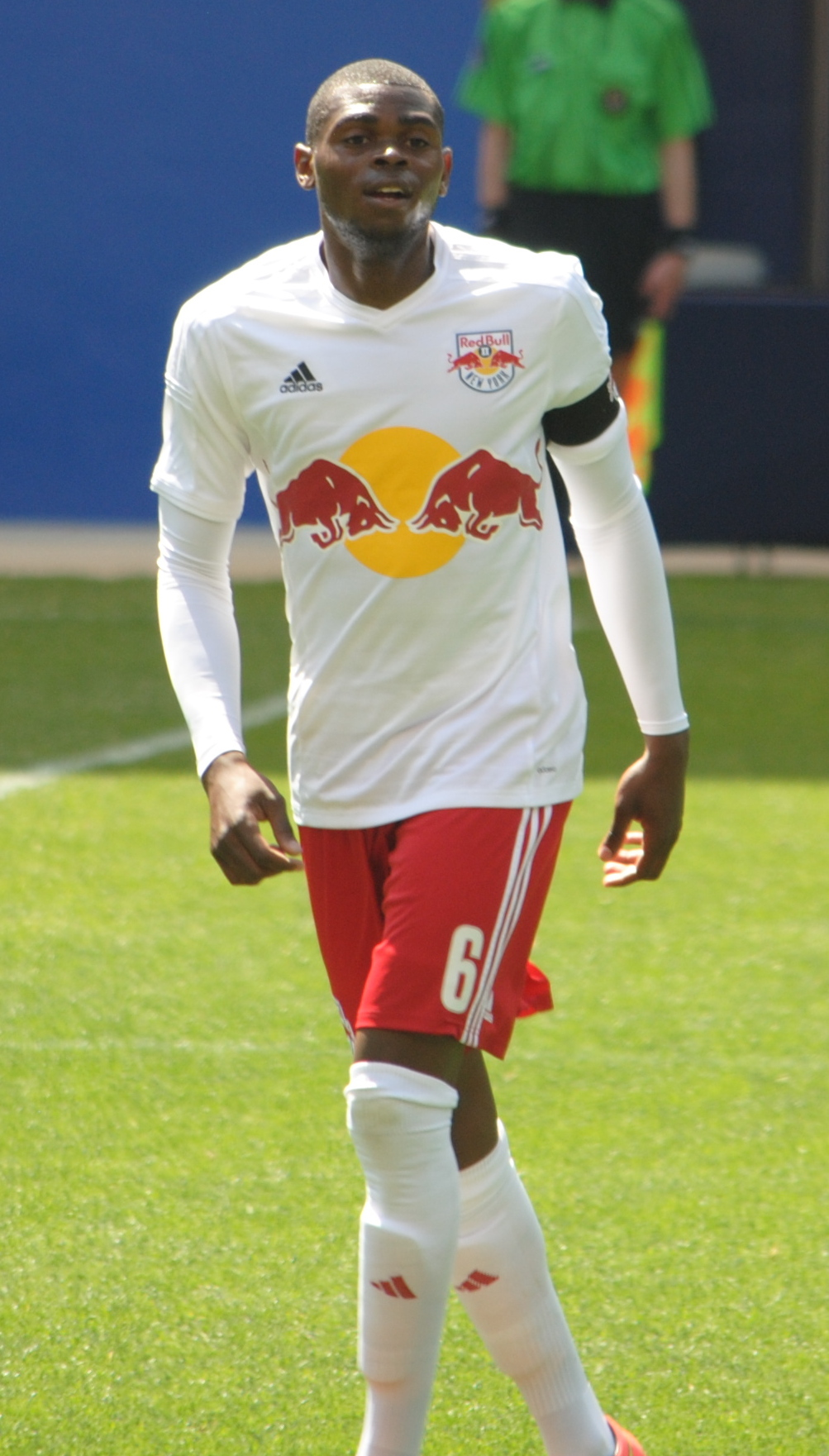
Anthony Wallace, neo acquisto della squadra

| N. |                        | Ruolo | Calciatore             |
| -- | ---------------------- | ----- | ---------------------- |
| 5  | Stati Uniti (bandiera) | D     | Connor Lade            |
| 6  | Stati Uniti (bandiera) | D     | Anthony Wallace        |
| 7  | Costa Rica (bandiera)  | D     | Roy Miller             |
| 8  | Brasile (bandiera)     | C     | Felipe                 |
| 9  | Camerun (bandiera)     | A     | Anatole Abang          |
| 10 | Ghana (bandiera)       | A     | Lloyd Sam              |
| 11 | Stati Uniti (bandiera) | C     | Dax McCarty (capitano) |
| 13 | Stati Uniti (bandiera) | A     | Mike Grella            |
| 15 | Stati Uniti (bandiera) | C     | Salvatore Zizzo        |
| 16 | Stati Uniti (bandiera) | C     | Sacha Kljestan         |
| 17 | Porto Rico (bandiera)  | A     | Manolo Sanchez         |
| 18 | Stati Uniti (bandiera) | P     | Kyle Reynish           |
| 20 | Stati Uniti (bandiera) | D     | Matt Miazga            |
| 21 | Spagna (bandiera)      | D     | Rubén Bover            |

| N. |                        | Ruolo | Calciatore              |
| -- | ---------------------- | ----- | ----------------------- |
| 21 | Camerun (bandiera)     | C     | Marius Obekop           |
| 22 | Canada (bandiera)      | D     | Karl Ouimette           |
| 23 | Francia (bandiera)     | D     | Ronald Zubar            |
| 24 | Stati Uniti (bandiera) | P     | Santiago Castaño        |
| 25 | Stati Uniti (bandiera) | D     | Chris Duvall            |
| 27 | Stati Uniti (bandiera) | C     | Sean Davis              |
| 30 | Argentina (bandiera)   | A     | Gonzalo Verón           |
| 31 | Stati Uniti (bandiera) | P     | Luis Robles             |
| 35 | Haiti (bandiera)       | D     | Andrew Jean-Baptiste    |
| 55 | Francia (bandiera)     | D     | Damien Perrinelle       |
| 92 | Giamaica (bandiera)    | D     | Kemar Lawrence          |
| 98 | Inghilterra (bandiera) | C     | Shaun Wright-Phillips   |
| 99 | Inghilterra (bandiera) | A     | Bradley Wright-Phillips |

## Statistiche

### Statistiche di squadra
| Competizione        | Punti | Totale | Totale | Totale | Totale | Totale | Totale | DR  |
| Competizione        | Punti | G      | V      | N      | P      | Gf     | Gs     | DR  |
| ------------------- | ----- | ------ | ------ | ------ | ------ | ------ | ------ | --- |
| Major League Soccer | 60    | 34     | 18     | 6      | 10     | 62     | 43     | +19 |
| Play-off            | -     | 4      | 3      | 0      | 1      | 3      | 2      | +1  |
| U.S. Open Cup       | -     | 3      | 2      | 1      | 0      | 8      | 2      | +6  |
| Totale              | -     | 41     | 23     | 7      | 11     | 73     | 47     | +26 |